# Italština

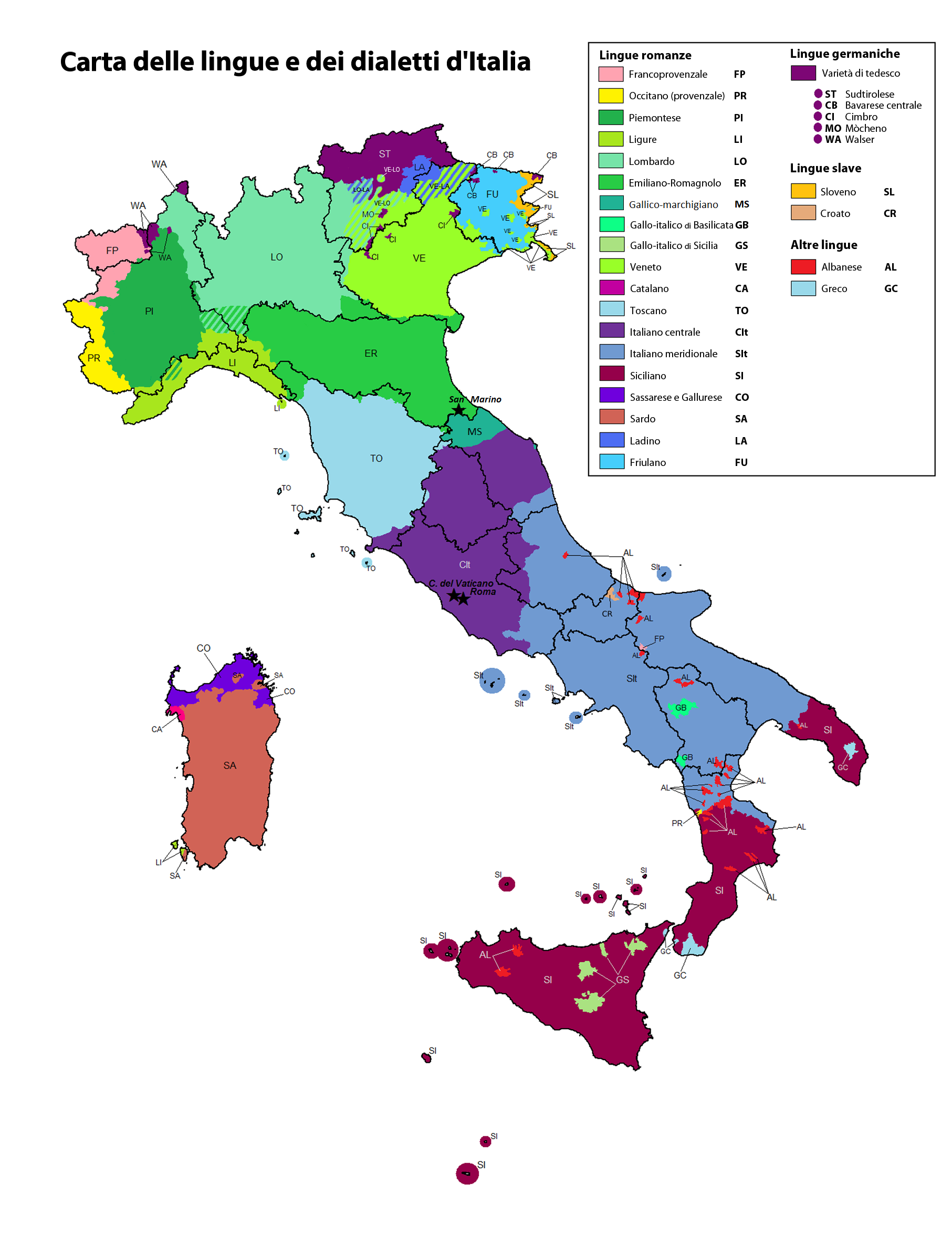
Mapa italských dialektů

Mapa italských dialektů

Italština (archaicky vlaština, tak se ale někdy označuje také arumunština) je románský jazyk, kterým mluví asi 76 - 100 milionů mluvčích. OSN odhaduje, že počet mluvčích ve světě je až 126 milionů.
Italština byla americkou CNN několikrát zvolena jako nejkrásnější jazyk světa a podle jejího průzkumu mluví Italským jazykem mezi 90 a 100 miliónů lidí po celém světě.

## Rozšíření
Italština je úředním jazykem v Itálii, San Marinu a švýcarských kantonech Ticino a Grigioni. Je také po latině druhým oficiálním jazykem ve Vatikánu a v některých částech Slovinska a Chorvatska, kde jsou italské menšiny. Mluví jí také skupiny imigrantů v Lucembursku, USA, Venezuele, Brazílii, Argentině, Kanadě a Austrálii. Je také rozšířena na sousední souostroví Malta, na ostrově Korsika a v Albánii.

### Nářečí
Mezi uznávané dialekty patří toskánský, piemontský, abruzzský, apulský, umbrijský, lazijský, marchigianský, cicolansko-reatonsko-aqualský, moliský a další. Sicilština, sardština a benátština bývají označovány jak za dialekty, tak i za samostatné jazyky. Kromě nich se dá hovořit o dialektech i v souvislosti s každým městem.

## Historie
Italština vznikla postupným vývojem z hovorové (vulgární) latiny. První texty, které mohou být označeny za italštinu, se datují na začátek 9. století (indovinello veronese, viz níže). Italština byla poprvé formalizována ve 14. století prací Dante Alighieriho, který smíchal jihoitalské dialekty se svojí rodnou toskánštinou.
Moderní italština je postavena na toskánském dialektu. Ostatní dialekty mají samostatný vývoj z latiny, jsou však ovlivněny různými jinými jazyky podle dějin místa, kde se používají. Např. jihoitalské dialekty jsou silně ovlivněny španělštinou a (byť jen částečně) arabštinou.
Základní změny v italském jazyce vůči latině jsou následující:
- Slovní zásoba
  - Některé kořeny zmizely úplně nebo byly potlačeny a nahrazeny v každodenní mluvě novými. Např. lat. bellum (válka) bylo nahrazeno původně gótským slovem guerra. Původní kořen se však dodnes nachází v odvozených slovech jako bellicoso, debellare, ribelle apod. Často se místo slova z klasické latiny zachovala jeho varianta z vulgární latiny, často dokonce slangu – např. místo slova odvozeného od latinského kořene equus (kůň) se v italštině používá vulgárnělatinské cavallo (původní latinský kořen se zachoval v málo užívaném adjektivu equestre – jízdní). Podobně místo původního latinského kořene caput (hlava) se užívá odvozenina z původně slangového výrazu testa (latinský kořen se však zachoval ve slově capo – šéf). K podobným změnám došlo ve všech románských jazycích.
  - Italština se obohatila o slova přejatá z jiných jazyků či moderní novotvary jako automobile, aeroplano apd.
- Skloňování a časování
  - V italštině se prosadilo (na rozdíl od latinského skloňování pomocí pádových koncovek) skloňování předložkové. Genitiv se obvykle tvoří předložkou di, dativ a, akusativ je bezpředložkový. Tyto pádové předložky jsou původem skutečnými latinskými předložkami de, ad apod.
  - Se zánikem pádových koncovek se ustálila nová podoba substantiva/adjektiva (v italštině jediná), a to z latinského akuzativu. Např. it. tempo je lat. tempus (ak. tempus), it. mano z lat. manus (ak. manum; podobně jako v latině je toto slovo ženského rodu, ač má mužskou koncovku), it. migliore z lat. melior (ak. meliorem) apod.
  - U sloves došlo k vytváření minulých časů s pomocným slovesem (avere nebo essere) a k posunu významu použití jednotlivých časů. V otázce použití časů však hodně závisí na oblasti.
- Přízvuk, délka slabik a výslovnost
  - Výslovnost je měkčí, a to v případě např. gi/ge, ci/ce, gli apod.
  - V italštině došlo k zániku přirozené délky slabik, zůstala jen délka polohová. Největší vliv na délku slabik má však slovní přízvuk, který slabiku výrazně prodlužuje. K tomuto jevu, který se objevil již v pozdní starověké latině (viz poezii Commodianovu), je velmi patrný v dnešní hovorové italštině, kde přízvučná slabika často potlačuje slabiky okolní (srov. hovorové come devo fa'? namísto come devo fare?)
  - Italština změnila výslovnost většiny kořenů. Viz např. novus > nuovo, signum > segno apod. Také došlo ke změně výslovnosti hlásek. Např. préteritum/imperfektum, v latině tvořené koncovou příponou ba, se v italštině tvoří příponou v(a) apod.
- Člen a rod
  - V italštině se objevily členy, jak určitý (il/lo/l'/la), tak neurčitý (un/una/un'). Člen určitý vznikl z latinského ukazovacího zájmena ille/illa, neurčitý je číslovkou jeden/jedna.
  - Při přechodu z latiny se ztratilo neutrum, které však je částečně prakticky odlišováno v některých tvarech (např. plurál jinak maskulinního slova uovo (vejce, pl. uova) nebo u některých zájmen, používaných pouze pro věci, jako esso).
- Větná stavba
  - Větná stavba je jednodušší, více využívá vedlejších vět než klasická latina. Infinitivní vazby s akuzativem či nominativem prakticky (až na výjimky) neexistují.
  - Ve vedlejších větách je omezeno používání povinných konjunktivů. To se týká především souslednosti časové a časových a vztažných vět. Pokud zde italština používá konjunktiv, jedná se o významový rozdíl vůči použití indikativu.

K těmto změnám docházelo postupně. Velmi pěkně je tento postup patrný při četbě italských středověkých a renesančních textů (Torquato Tasso, Dante Alighieri apod.).

## Literární tvorba
Prvním textem zaznamenaným vulgární (tj. lidovou) italštinou literárního charakteru je tzv. veronská hádanka (indovinello veronese) z počátku 9. století. Jejím řešením není nic jiného než symbol psaní: bílé pole je nepopsaný list, černé semeno písmena a býci pero. Zní:
```
Se pareba boues, 
alba pratalia araba 
& albo uersorio teneba 
& negro semen seminaba.

```

```
Tlačil před sebou býky, 
oral bílé pole, 
držel bílý pluh
a zaséval černé semeno.

```

## Abeceda a výslovnost
| velké:      | А | À          | B | C        | D | E | É          | È          | F | G         | H              | I | Ì          | J | K              | L | M | N | O | Ò          | P | Q  | R | S | T | U | Ù          | V | W              | X              | Y              | Z         |
| malé:       | a | à          | b | c        | d | e | é          | è          | f | g         | h              | i | ì          | j | k              | l | m | n | o | ò          | p | q  | r | s | t | u | ù          | v | w              | x              | y              | z         |
| výslovnost: | a | a (přízv.) | b | k nebo č | d | e | e (přízv.) | e (přízv.) | f | g nebo dž | nevyslovuje se | i | i (přízv.) | j | jen v ciz. sl. | l | m | n | o | o (přízv.) | p | ku | r | s | t | u | u (přízv.) | v | jen v ciz. sl. | jen v ciz. sl. | jen v ciz. sl. | c nebo dz |

- přízvučné slabiky (většinou předposlední) následované souhláskou a samohláskou, skupinou r + souhláska nebo st se vyslovují dlouze, jinak krátce.[1]
- c se čte jako k před a, o, u, souhláskou a ve skupinách che, chi.
- c se čte jako č před e, i a ve skupinách cia [ča], cio [čo], ciu [ču].
- g se čte jako g před a, o, u, souhláskou a ve skupinách ghe, ghi.
- g se čte jako dž před e, i a ve skupinách gia [dža], gio [džo], giu [džu].
- scia, sce, sci, scio, sciu se čte š [ša, še, ši, šo, šu]
- z se čte někdy jako c, někdy jako dz (neexistuje přesné pravidlo, nutná praxe)
- skupina gl se čte jako změkčené ľ
- skupina gn se čte podobně jako české ň
- zdvojené souhlásky (gemináty) (bb, ss, tt,…) se čtou dlouze, v případě okluziv s pozastavením v závěrové části výslovnosti, což vyslovení oddálí
- v Italštině se používá místo ch kh a rovněž (mimo španělštinu) tak používají i ostatní románské jazyky

## Vzor
- italština – italiano
- ano – sì
- ne – no
- samozřejmě! – certo!/certamente
- ahoj! – ciao! (neformálně)/salve! (obecně)
- jak se máte? – come stai? (neformálně)/come sta? (formálně)/come va? (obecně)
- dobře – va bene
- špatně – male
- nemocný – malato
- proč? – perché?

## Slovní zásoba
Slovní zásoba vychází z latiny buď přímo, nebo zpětným přejímáním z jiných románských jazyků. Část slovní zásoby pochází i z germánských jazyků, je možné nalézt i vliv arabštiny apod.

## Příklady

### Číslovky
| Italsky | Česky |
| uno     | jeden |
| due     | dva   |
| tre     | tři   |
| quattro | čtyři |
| cinque  | pět   |
| sei     | šest  |
| sette   | sedm  |
| otto    | osm   |
| nove    | devět |
| dieci   | deset |

## Vzorový text
Otčenáš (modlitba Páně):
Padre nostro, che sei nei cieli,
sia santificato il tuo nome,
Venga il tuo regno,
sia fatta la tua volontà,
come in cielo così in terra.
Dacci oggi
il nostro pane quotidiano,
E rimetti a noi i nostri debiti
come noi li rimettiamo
ai nostri debitori,
E non ci indurre in tentazione,
ma liberaci dal male. Amen.

### Všeobecná deklarace lidských práv
| italsky | Tutti gli esseri umani nascono liberi ed eguali in dignità e diritti. Essi sono dotati di ragione e di coscienza e devono agire gli uni verso gli altri in spirito di fratellanza. |
| česky   | Všichni lidé se rodí svobodní a sobě rovní co do důstojnosti a práv. Jsou nadáni rozumem a svědomím a mají spolu jednat v duchu bratrství.                                         |